# Kenneth Pinyan
Kenneth Pinyan, född 22 juni 1960, död 2 juli 2005, även känd som Mr. Hands, var en amerikansk man som är känd för att ha haft analsex med fullstora hingstar och avlidit i sviterna av detta. Dödsorsaken sägs vara akut peritonit (bukhinneinflammation) till följd av perforerad tjocktarm, men utreddes aldrig djupare då det klassades som en olyckshändelse.
Pinyan fotograferade och filmade flera av dessa aktiviteter, med hjälp av fotografen James Michael Tait, varav åtminstone en film läckte ut på Internet.
Till vardags jobbade Pinyan som ingenjör på Boeing och bodde i Washington. Uppmärksamheten som det bisarra fallet tilldrog sig efter hans död ledde till att tidelag blev olagligt i staten.